# 香港無車日
香港於2009年9月22日首次舉辦無車日，此活動由綠色和平發起，呼籲香港市民共同體驗無車的環保生活，協助減少溫室氣體排放，攜手緩減氣候變化。
2009年的綠色和平香港無車日，一共得到18,515人登記支持，並成功促使特首曾蔭權、三位司長及十二位局長於當日棄用座駕，改以步行或乘坐公共交通工具上班。 